# الدوري المشترك الكويتي
الدوري المشترك الكويتي، هي بطولة تنشيطية، كانت تُقام بصفة غير رسمية على فترات مُتقطعة، وكان يُنظمها الاتحاد الكويتي لكرة القدم عندما تكون هُناك استحقاقات خارجية مُهمة لمنتخب الكويت القومي أو المنتخب العسكري. وأُلغي الدوري المشترك في عام 1989، وكان آخر بطل للدوري هو نادي الكويت، وأكثر من حقق الدوري المُشترك هو نادي العربي برصيد 5 بطولات دوري مُشترك.

## سجل الأبطال
- 1969–70:  نادي العربي
- 1970–71:  نادي العربي
- 1971–72:  نادي العربي
- 1972–73:  نادي اليرموك
- 1973–74:  نادي اليرموك
- 1976–77:  نادي الكويت
- 1984–85:  نادي العربي
- 1987–88:  نادي العربي
- 1988–89:  نادي الكويت

| الفريق       | الفوز |
| ------------ | ----- |
| نادي العربي  | 5     |
| نادي الكويت  | 2     |
| نادي اليرموك | 2     |